# Hariclea Darclée
Hariclea Darclée, nome d'arte di Hariclea Haricli (Brăila, 10 giugno 1860 – Bucarest, 12 gennaio 1939), è stata un soprano rumeno, nota in particolare per essere stata la prima interprete di Tosca e di Iris.

## Biografia
Nasce in una famiglia di ascendenze greche. Il padre è un proprietario terriero, la madre discende dalla famiglia aristocratica greca Mavrocordatos.
Da piccola si trasferisce a Turnu Măgurele, nel sud della Romania, intraprendendo gli studi di canto nella città di Iași, esordendo in concerto nel 1884. Continuò gli studi di canto a Parigi con Jean-Baptiste Faure, sposando nel frattempo Iorgu Hartulari, un giovane ufficiale.
Esordisce ufficialmente all'Opéra Garnier nel 1888 come Marguerite nel Faust di Gounod, utilizzando Darclée come pseudonimo.
L'anno successivo sostituisce Adelina Patti nel Romeo e Giulietta dello stesso autore, ottenendo un trionfo.
Nel 1890 esordisce con estremo successo al Teatro alla Scala con Le Cid di Massenet: la popolarità ottenuta le schiude le porte dei maggiori teatri italiani. In Italia sarà la prima interprete di opere di Mascagni, Catalani e Puccini (fra cui in particolare Tosca).
Dal 1893 al 1910 sviluppa la carriera all'estero esibendosi in Russia (San Pietroburgo, Mosca), Spagna (Madrid, Barcellona), Lisbona e Buenos Aires. Anche in questi Paesi canterà nelle première locali di opere di Mascagni, Massenet e Puccini.
Dotata di una vocalità particolare che le permette di essere un soprano drammatico d'agilità, la Darclée continua brillantemente la carriera tra Europa e America latina in un repertorio eterogeneo di ruoli di coloratura, lirici e drammatici.
Si ritira dalle scene nel 1918, ancora nel pieno dei suoi mezzi vocali, dopo una recita di Romeo e Giulietta al Teatro Lirico di Milano.
Morì in povertà a Bucarest nel 1939. I suoi funerali furono finanziati dall'Ambasciata italiana.
Il figlio, Ion Hartulari-Darclée (1886 – 1969) è stato un compositore di operette. Entrambi sono sepolti al cimitero Bellu di Bucarest.
Dal 1995 si svolge nella sua città natale il Festival e il Concorso Internazionale di Canto Hariclea Darclée.

## Vocalità e personalità interpretativa
Era dotata di una voce di splendido timbro, omogenea, potente ma anche duttile e agile e sorretta da un'ottima preparazione tecnica. Donna avvenente, possedeva una presenza scenica elegante e raffinata, tuttavia fu giudicata interprete fredda e senza temperamento.

## Repertorio
(**) Prima interprete assoluta
- Gaetano Donizetti
  - L'elisir d'amore (Adina)
  - Lucrezia Borgia (Lucrezia Borgia)
  - Linda di Chamounix (Linda)
  - Don Pasquale (Norina)
  - Maria di Rohan (Maria)
- Giuseppe Verdi
  - Aida (Aida)
  - La traviata (Violetta)
  - Un ballo in maschera (Amelia)
  - Otello (Desdemona)
  - Rigoletto (Gilda)
  - Simon Boccanegra (Amelia Grimaldi)
  - Il trovatore (Leonora)
- Giacomo Puccini
  - La bohème (Mimì)
  - Manon Lescaut (Manon)
  - Tosca (Tosca) **
- Pietro Mascagni
  - Cavalleria rusticana (Santuzza)
  - L'amico Fritz (Suzel)
  - I Rantzau (Luisa) **
  - Iris (Iris) **
- Alfredo Catalani
  - La Wally (Wally) **
- Jules Massenet
  - Le Cid (Chimène)
  - Manon (Manon)
  - Thaïs (Thaïs)
- Charles Gounod
  - Faust (Marguerite)
  - Romeo e Giulietta (Giulietta Capuleti)
- Giacomo Meyerbeer
  - Gli ugonotti (Valentina)
  - L'africana (Sélika)
- Richard Strauss
  - Il cavaliere della rosa (La Marescialla)
- Ambroise Thomas
  - Hamlet (Ophélie)
  - Mignon (Mignon)
- Georges Bizet
  - Carmen (Carmen)
- Antônio Carlos Gomes
  - Condor (Odalea) **
  - Il Guarany (Cecilia)
- Daniel Auber
  - La muette de Portici (Luisa)
- Arrigo Boito
  - Mefistofele (Margherita)
- Alberto Franchetti
  - Cristoforo Colombo (Isabella d'Aragona)**
- Fromental Halévy
  - L'ebrea (Rachel)
- Ruggero Leoncavallo
  - Pagliacci (Nedda)
  - Zazà (Zazà)
- Wolfgang Amadeus Mozart
  - Don Giovanni (Zerlina)
- Giovanni Pacini
  - Saffo (Saffo)
- Luigi e Federico Ricci
  - Crispino e la comare (Annetta)
- Gioachino Rossini
  - Guglielmo Tell (Matilde d'Asburgo)
- Anton Rubinštejn
  - Il demone (Tamara)
- Camille Saint-Saëns
  - Proserpine (Proserpine)
- Richard Wagner
  - I maestri cantori di Norimberga (Eva)
  - Lohengrin (Elsa di Brabante)
  - Tannhäuser (Elisabeth)

## Discografia
Ha inciso alcuni dischi per la Fonotipia nel 1905, distrutti dai bombardamenti durante la seconda guerra mondiale. Al momento non sono reperibili in commercio.